# Hagbard and Signe
Hagbard and Signe er en dansk eksperimentalfilm fra 1992 med instruktion og manuskript af Inge Eriksen. Filmen indgår i Nordjyllands Kunstmuseums jubilæumsudstilling: Da guder var guder og helte var helte.

## Handling
En videofremstilling af den danske kærlighedshistorie - historien om Hagbard og Signe.